# Bentley (Alberta)
Bentley ist eine Kleinstadt in Alberta, Kanada. Sie wurde nach George Bentley, einem ersten Siedler, benannt. In Bentley gibt es eine Grundschule, eine Highschool sowie einen kirchlichen Kindergarten.

## Geschichte
Die ersten Siedler kamen ab 1888 aus den Vereinigten Staaten. Von Lacombe aus, wo sich der nächstgelegene Bahnhof befand, erreichten sie die Siedlung. 1890 erhielt sie ihre erste Kirche, 1903 die erste Schule. Drei Jahre später wurde Bentley als Dorf anerkannt. 1916 gab es in Bentley ein großes Feuer, bei dem der südliche Teil des Dorfes zerstört wurde. Im Jahr 2003 wurde das Dorf zur Stadt.

## Demografie
Die auf 910 m Höhe gelegene Stadt hatte 2006 eine Bevölkerung von 1.083, die sich auf 445 Haushalte verteilte. Bei einer Fläche von 2,3 km² ergibt sich eine Bevölkerungsdichte von 470,7 Einwohnern pro Quadratkilometer.

## Söhne und Töchter der Stadt
- Clayton Beddoes (* 1970), Eishockeyspieler
- Perry Turnbull (* 1959), Eishockeyspieler